# Nenad Stekić
Nenad Stekić (Ненад Стекић) (Belgrado, 7 marzo 1951 – 18 luglio 2021) è stato un lunghista jugoslavo.
Fu uno dei maggiori specialisti mondiali del salto in lungo negli anni settanta.

## Biografia
Colse la sua prima affermazione in campo internazionale nel 1970 quando vinse la medaglia di bronzo ai campionati europei juniores svoltisi a Parigi. Nel 1972 vinse il suo primo titolo nazionale e nel 1974 stabilì il primato jugoslavo saltando 8,24 m, seconda miglior prestazione mondiale stagionale. Ai Campionati europei del 1974 conquistò la medaglia d'argento alle spalle del sovietico Valerij Podlužnij con la misura di 8,05 m.
Nel 1975 fu secondo alle Universiadi e primo ai Giochi del Mediterraneo, ma il risultato più eclatante lo ottenne nel corso della gara preolimpica disputata a Montréal, che vinse con un balzo di 8,45 m, record europeo e miglior prestazione mondiale dell'anno. Con questo salto Stekic si inserì fra i favoriti per i giochi olimpici dell'anno seguente dove, tuttavia, deluderà le attese non andando oltre il sesto posto con una serie di salti inferiori agli 8 metri.
Nel 1977 fu primo alle Universiadi e fece nuovamente registrare la miglior prestazione mondiale stagionale (8,27 m), come pure l'anno seguente (8,32 m) in cui però mancò il successo ai Campionati europei: saltando 8,12 m, fu preceduto dal francese Jacques Rousseau.
Nel 1979 fu primo ai Giochi del Mediterraneo e nel 1980 fu di nuovo secondo ai Campionati europei indoor. Lo stesso anno, a Mosca, partecipò alla sua seconda Olimpiade ma un infortunio subito nel primo salto di qualificazione lo costrinse a ritirarsi dal torneo. Fu quinto ai Campionati europei del 1982 e di nuovo quinto ai Campionati mondiali del 1983. Terminò la carriera partecipando alle Olimpiadi di Los Angeles nel 1984, dove giunse quattordicesimo.

## Palmarès
| Anno | Manifestazione          | Sede    | Evento         | Risultato | Prestazione | Note |
| ---- | ----------------------- | ------- | -------------- | --------- | ----------- | ---- |
| 1970 | Europei juniores        | Parigi  | Salto in lungo | Bronzo    |             |      |
| 1974 | Europei                 | Roma    | Salto in lungo | Argento   | 8,05 m      |      |
| 1975 | Giochi del Mediterraneo | Algeri  | Salto in lungo | Oro       |             |      |
| 1975 | Universiadi             | Roma    | Salto in lungo | Argento   |             |      |
| 1977 | Universiadi             | Sofia   | Salto in lungo | Oro       |             |      |
| 1978 | Europei                 | Praga   | Salto in lungo | Argento   | 8,12 m      |      |
| 1979 | Giochi del Mediterraneo | Spalato | Salto in lungo | Oro       |             |      |
| 1979 | Europei indoor          | Vienna  | Salto in lungo | Argento   |             |      |